# Sétimo filho do sétimo filho
Sétimo filho do sétimo filho do sétimo filho é um conceito do folclore sobre poderes especiais dados a, ou mantidos por esse filho. O sétimo filho deve vir de uma linha ininterrupta, sem filhos do sexo feminino nascidos entre e, por sua vez, nascer de um sétimo filho.

## Variações regionais

### Irlanda
O sétimo filho de um sétimo filho é dotado de um curador. Há vários casos de um curandeiro irlandês em Scranton, Pensilvânia. Paul Joseph Cawley foi um sétimo filho de um sétimo filho e era conhecido na cidade irlandesa de mineração de carvão para curar muitas doenças de pele. O sétimo filho de um sétimo filho é parte de um fenômeno mais geral conhecido como a "cura" (às vezes também chamado de "encanto").

### Reino Unido
Acredita-se que o sétimo filho de um sétimo vai nascer com poderes mágicos.

### América Latina
Acredita-se geralmente que ele será um lobisomem, lobizón ou lobisomem. Entretanto, aplica-se apenas ao sétimo filho, então, o sétimo filho do sétimo filho, resultaria em um lobisomem filho de um lobisomem.